# División de Honor de balonmano 1977-78
La División de Honor de balonmano 1977-78 fue la 20.ª edición de la máxima competición de balonmano de España. Se desarrolló en una fase, que constaba de una liga de doce equipos enfrentados todos contra todos a doble vuelta. El ganador disputaba la Copa de Europa, los dos últimos descendían a Primera División y el noveno y décimo promocionaban.

## Clasificación
| N. | Equipos                    | PJ | PG | PE | PP | PTS |
| 1  | Calpisa                    | 22 | 19 | 2  | 1  | 40  |
| 2  | Atlético de Madrid         | 22 | 19 | 2  | 1  | 40  |
| 3  | F.C. Barcelona             | 22 | 16 | 0  | 6  | 32  |
| 4  | Marcol Lanas Aragón        | 22 | 12 | 0  | 10 | 24  |
| 5  | Granollers                 | 22 | 11 | 0  | 11 | 22  |
| 6  | Grupo de Cultura Covadonga | 22 | 9  | 0  | 13 | 18  |
| 7  | G.E. Seat                  | 22 | 7  | 2  | 13 | 16  |
| 8  | San Antonio                | 22 | 8  | 0  | 14 | 16  |
| 9  | Canteras                   | 22 | 7  | 2  | 13 | 16  |
| 10 | Bidasoa                    | 22 | 7  | 1  | 14 | 15  |
| 11 | Anaitasuna                 | 22 | 7  | 0  | 15 | 14  |
| 12 | Juventud Deportiva Arrate  | 22 | 4  | 3  | 15 | 11  |